# Svenska kyrkohistoriska föreningen
Svenska Kyrkohistoriska Föreningen är en vetenskaplig sammanslutning bildad i Uppsala år 1900 på initiativ av professorn i kyrkohistoria vid Uppsala universitet Herman Lundström.
Syftet är att samla och offentliggöra bidrag bidrag till företrädesvis svensk kyrkohistoria samt att även på andra lämpliga sätt främja den kyrkohistoriska forskningen och utbreda kyrkohistoriskt intresse (stadgarna). Föreningen utger sedan 1901 årligen Kyrkohistorisk årsskrift som svenskt forum för kyrkohistorisk vetenskaplig forskning. Den utger också den vetenskapliga bokserien Skrifter utgivna av Svenska Kyrkohistoriska Föreningen som hittills utkommit med ett sjuttiotal nummer.  Föreningen är ingår i den internationella organisationen Commission internationale d'histoire et d'Etudes du Christianisme (CIHEC). I styrelsen ingår sedan 2021professor Urban Claesson, professor Martin Berntson, professor em Anders Jarlert, professor em Bertil Nilsson, docent Stina Fallberg Sundmark, teol. master Ida Olenius och teol. dr Andreas Wejderstam.